# Parque nacional de Monfragüe
El parque nacional de Monfragüe es un espacio natural protegido español de la provincia de Cáceres, en la comunidad autónoma de Extremadura. Atraviesan el parque dos ríos, el Tajo y el Tiétar. Se declaró parque natural el 4 de abril de 1979 y parque nacional el 2 de marzo de 2007. Con 457 555 visitantes en el año 2019, Monfragüe fue el undécimo parque nacional de España en número de visitantes.

## Localización
Monfragüe se sitúa al oeste de la península ibérica y pertenece en su totalidad a la provincia de Cáceres. Su superficie se extiende por los municipios de Serradilla, Jaraicejo, Malpartida de Plasencia, Serrejón, Toril, Casas de Miravete y Torrejón el Rubio en la provincia de Cáceres. La Reserva de la Biosfera cuenta con otros siete municipios: Casas de Millán, Casatejada, Deleitosa, Higuera de Albalat, Mirabel, Romangordo y Saucedilla.

## Historia

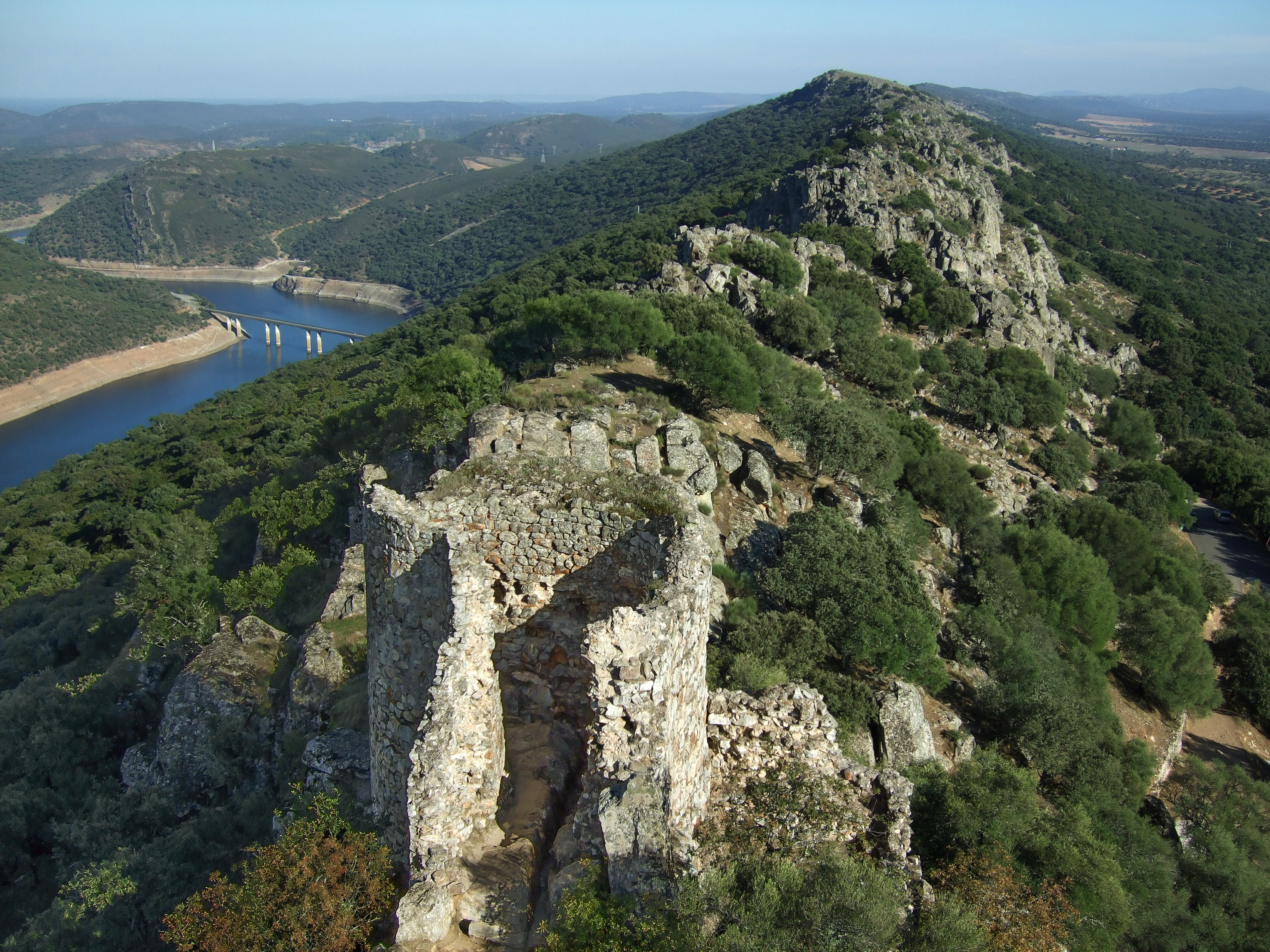
El parque visto desde el castillo.

Monfragüe ha pasado por diversos momentos según la protección que se le aplicó. Primeramente, el 4 de abril de 1979 fue declarado parque natural. En 1988 se declaró ZEPA. En julio de 2003 la UNESCO reconoció a Monfragüe como reserva de la Biosfera. Y, finalmente, en marzo de 2007 alcanza la categoría de parque nacional.
A pesar de que durante la década de 1990 hubo iniciativas para incluir a Monfragüe en la Red de Parques Nacionales de España en representación del ecosistema de bosque mediterráneo, finalmente fue Cabañeros y no Monfragüe el espacio natural elegido para su inclusión en la red. Monfragüe tendría que esperar a enero de 2006 cuando la Junta de Extremadura propone al Gobierno de España la declaración de Monfragüe como parque nacional. En mayo de ese mismo año, el Consejo de Ministros, a propuesta del Ministerio de Medio Ambiente, la remitió a las Cortes, donde se le dio el visto bueno y en diciembre comenzaron los trámites parlamentarios.
En febrero de 2007 el Senado de España aprobó la ley que lo integra en la Red de Parques Nacionales de España (RPNE) y en marzo de 2007 se publicó en el BOE la Ley de declaración del parque nacional de Monfragüe.

## Características
Monfragüe proviene del nombre dado por los romanos como mons fragorum (monte denso). En la pequeña ermita, junto al castillo, se guarda la talla de la Virgen de Montfragüe, del siglo XVII-XVIII, imagen traída de Palestina por los caballeros de la Orden de Santiago. Es patrona de Torrejón el Rubio, aunque también la veneran en Serradilla, Malpartida de Plasencia y Riolobos. Cada uno de esos pueblos, todos los años, celebra su particular romería al 'Monte-Fragoso'.
Predominan tres hábitats principales: el bosque y matorral mediterráneo, las dehesas, los roquedos y las masas de agua (ríos y embalses).

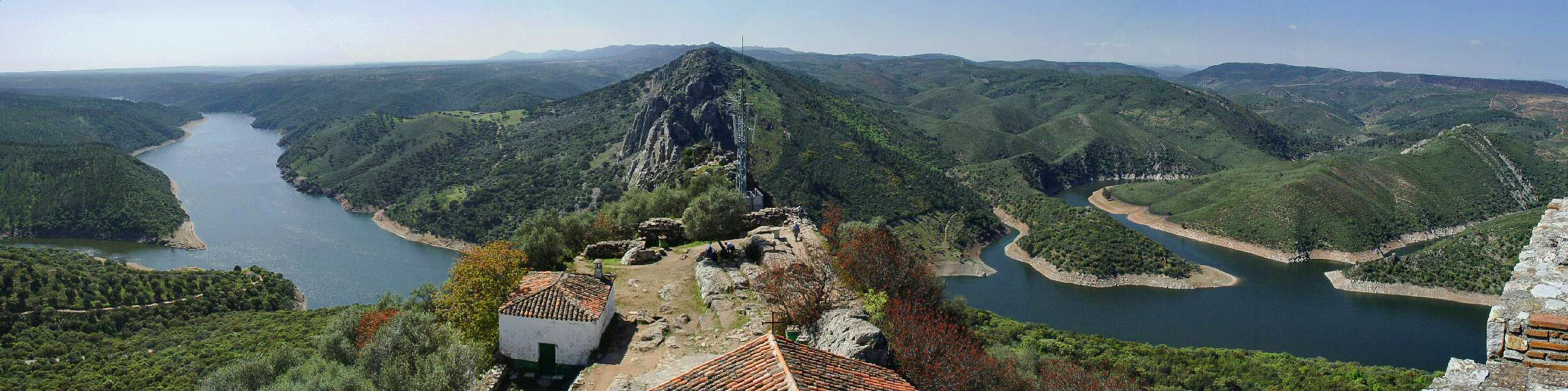
Parque Nacional de Monfragüe, en Extremadura. Vista desde el Castillo.
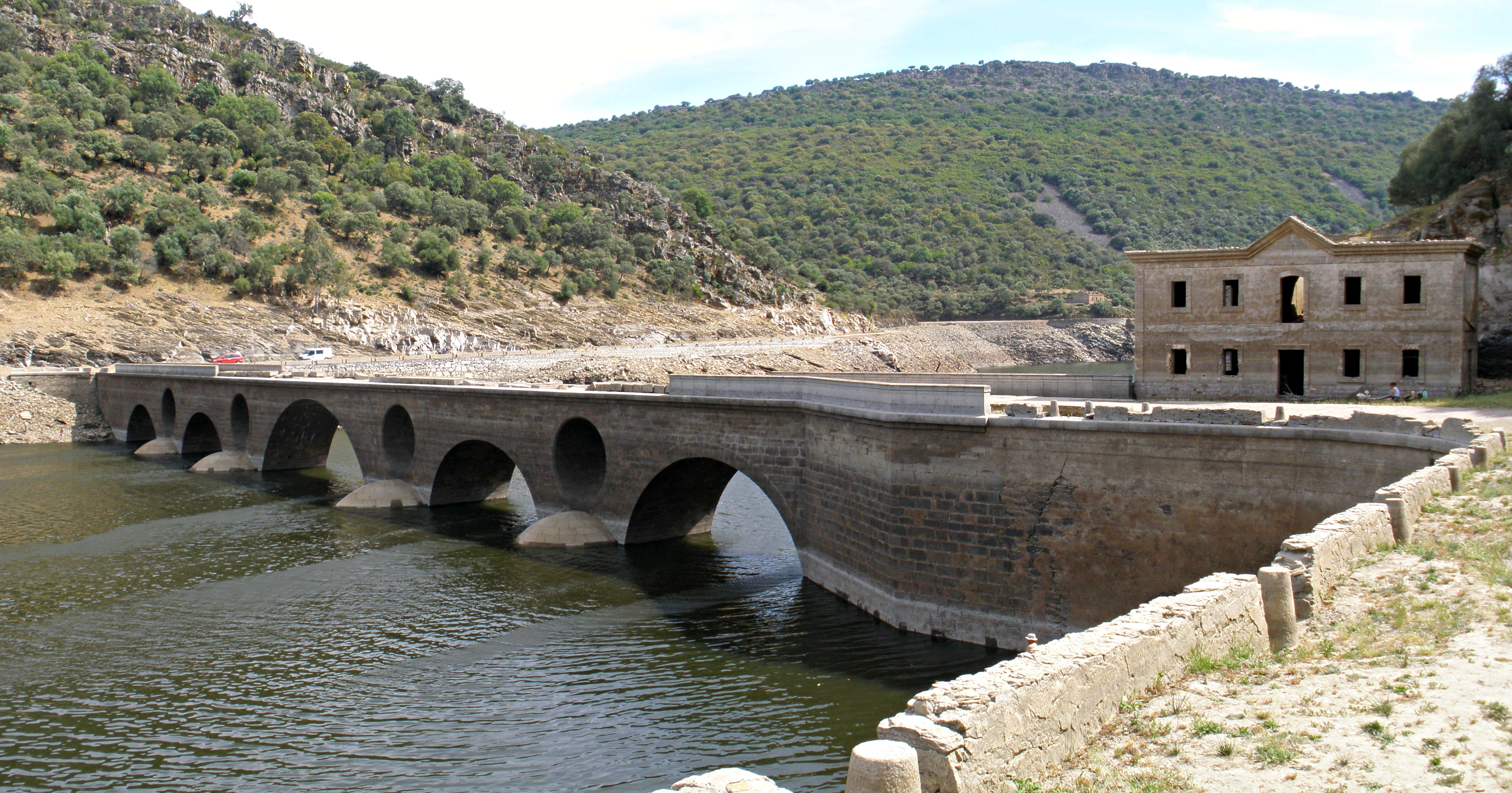
Puente del Cardenal: solo es visible durante el estiaje del río Tajo.
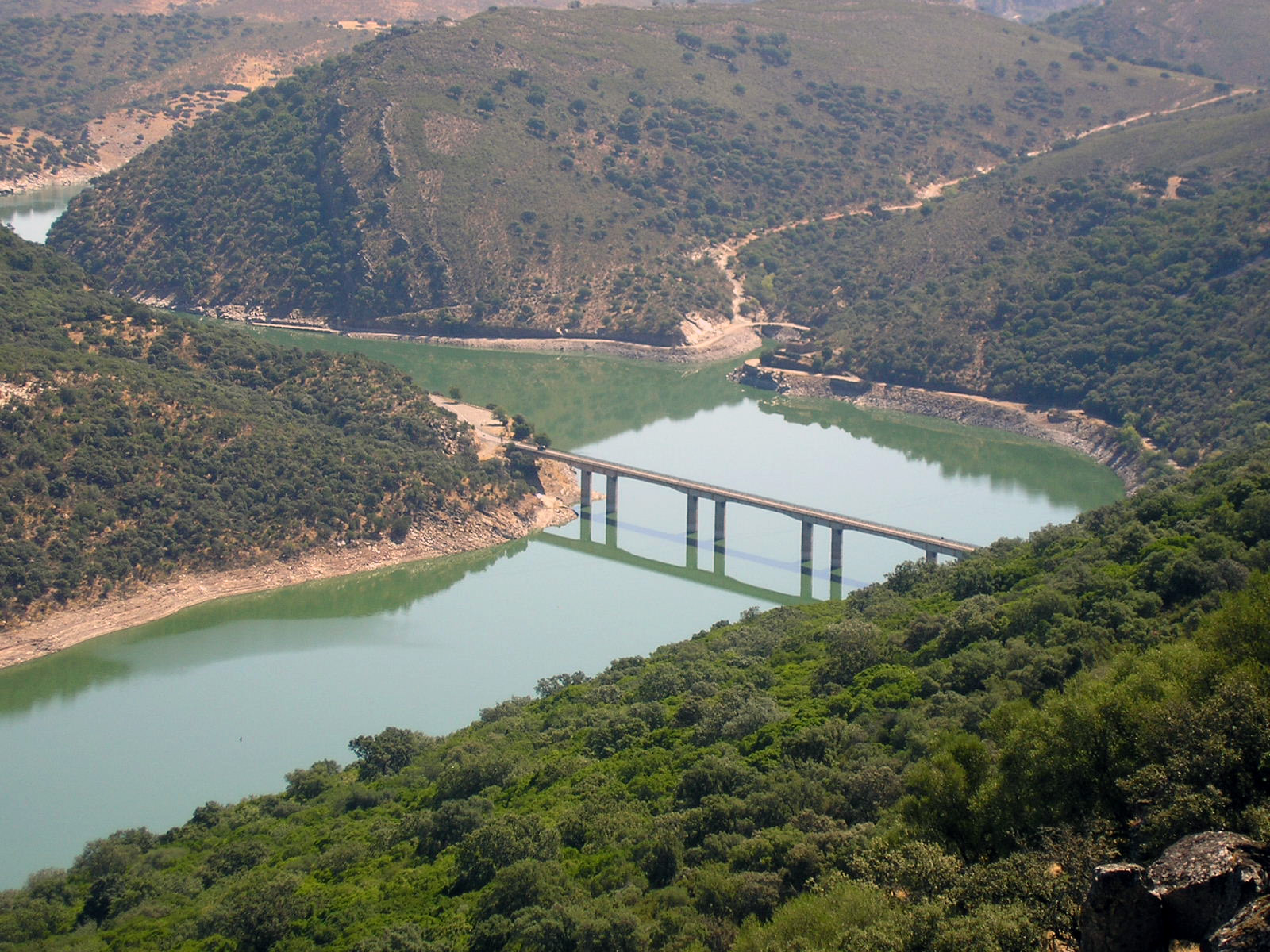
Puente sobre el río Tajo a su paso por el parque nacional.

## Fauna
En el parque crían más de 200 especies de vertebrados, otras muchas hibernan o pueden verse en paso durante la migración a otras latitudes. Las aves son el grupo de vertebrados con mayor abundancia de especies e individuos. Fue declarado ZEPA en 1988.
El Gobierno regional ha decidido autorizar la caza en el parque nacional a partir de 2023.
Aves

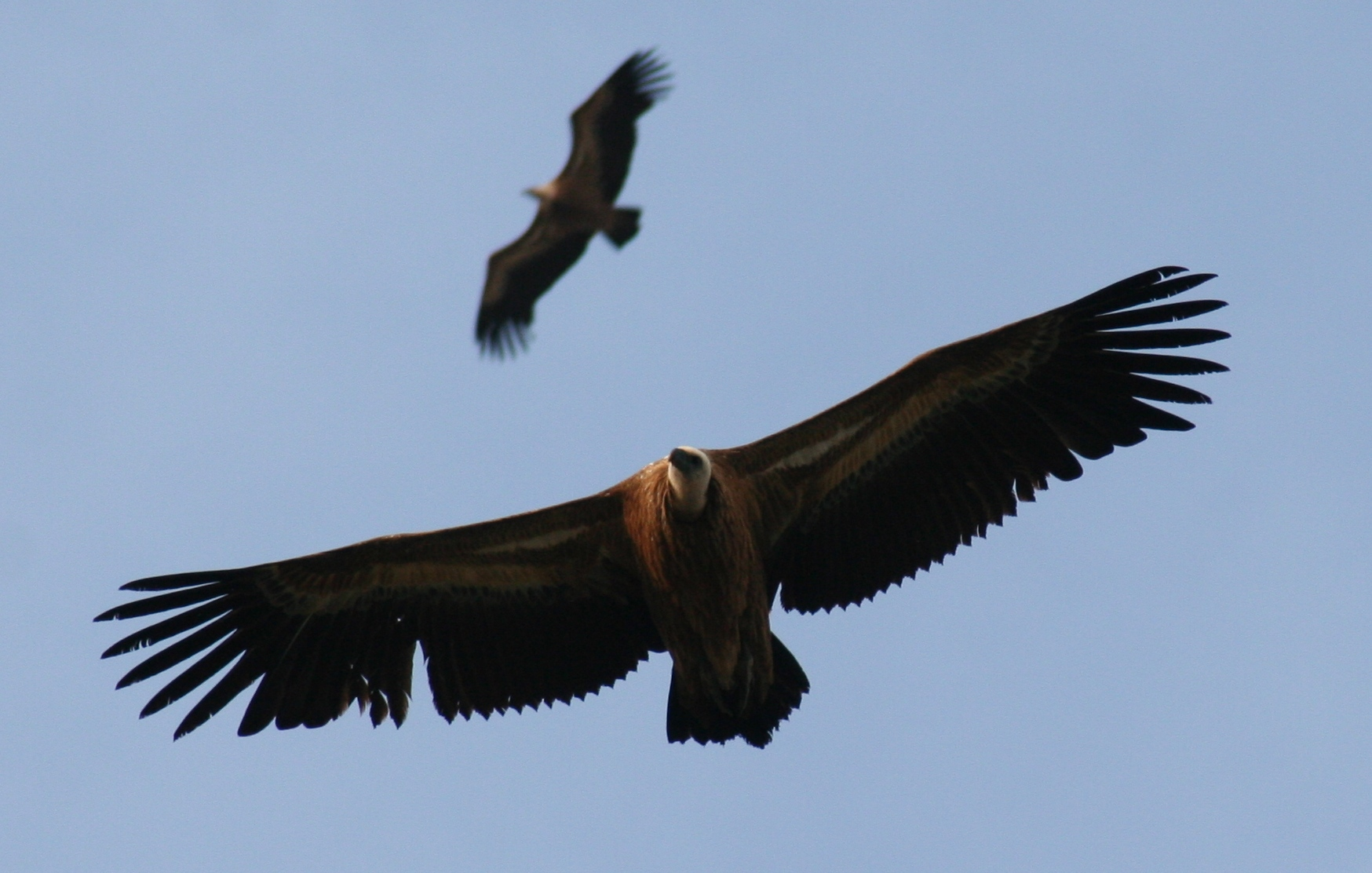
Buitres leonados (Gyps fulvus) en vuelo sobre el parque.

Buitre negro (Aegypius monachus) –con 286 parejas–, águila imperial (Aquila adalberti) –con 12 parejas–, cigüeña negra (Ciconia nigra) –con 30 parejas–, buitre leonado (Gyps fulvus) –con 500-600 parejas–, búho real (Bubo bubo), águila imperial ibérica (Aquila adalberti), águila real (Aquila chrysaetos) –con 6 parejas–, águila perdicera (Hieraaetus fasciatus) –con 7 parejas–, alimoche (Neophron percnopterus) –con 35 parejas–.
Mamíferos
Entre los carnívoros se encuentran la nutria, el meloncillo, la garduña, el gato montés, el tejón, la jineta y el más abundante de todos ellos, el zorro. Abundan los venados, jabalíes y conejos. Otros mamíferos mucho más discretos son el lirón careto o los murciélagos de herradura (Rhinolophus euryale, R. ferrumequinum y R. mehelyi).
Peces
Barbo comizo, cacho, carpa.
Reptiles
Culebra bastarda, culebra de herradura, galápago leproso, lagarto ocelado.
Anfibios
Gallipato, ranita meridional, salamandra común, sapo corredor, sapo partero ibérico, tritón ibérico.

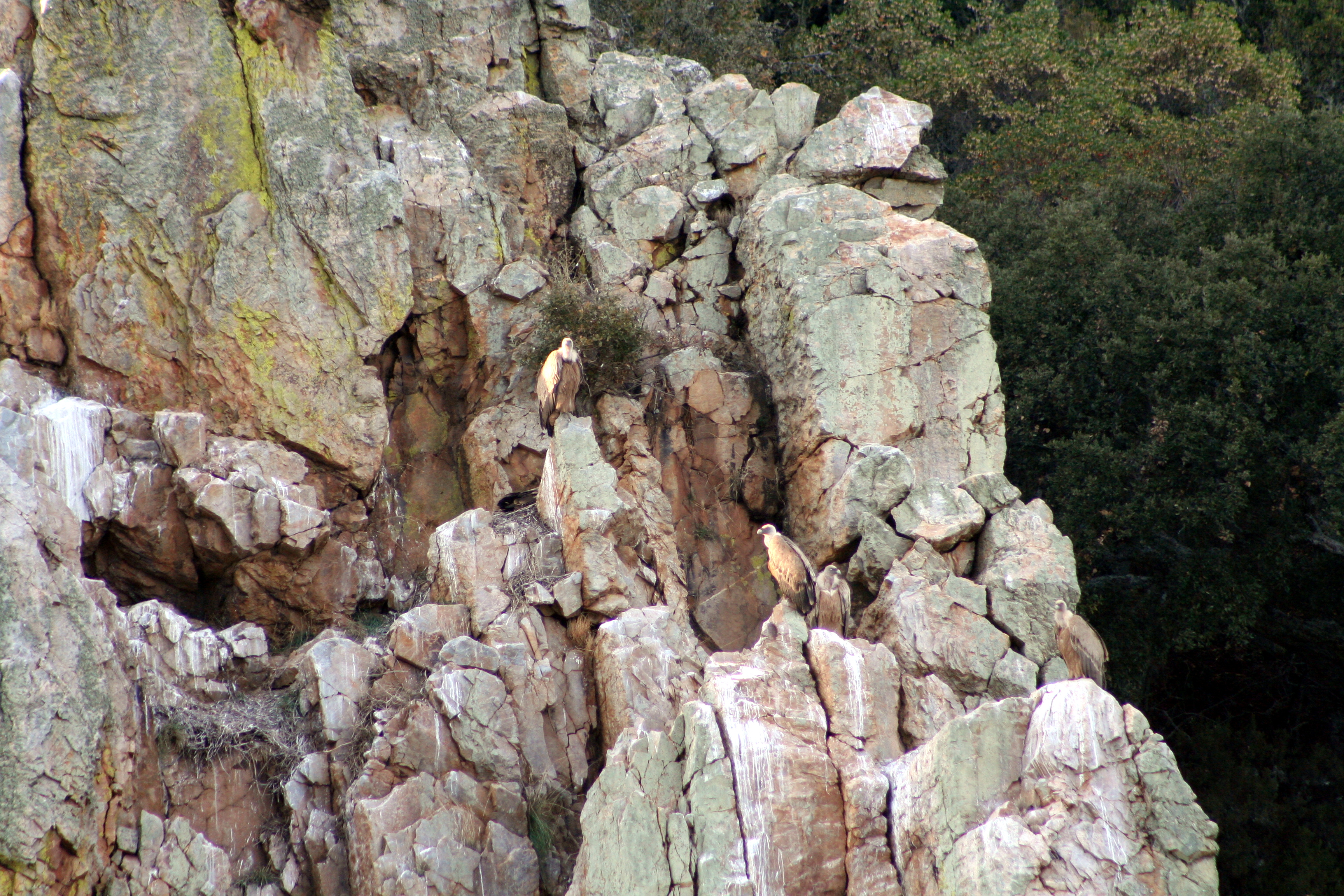
Buitres leonados (Gyps fulvus) en los roquedos de Monfragüe.
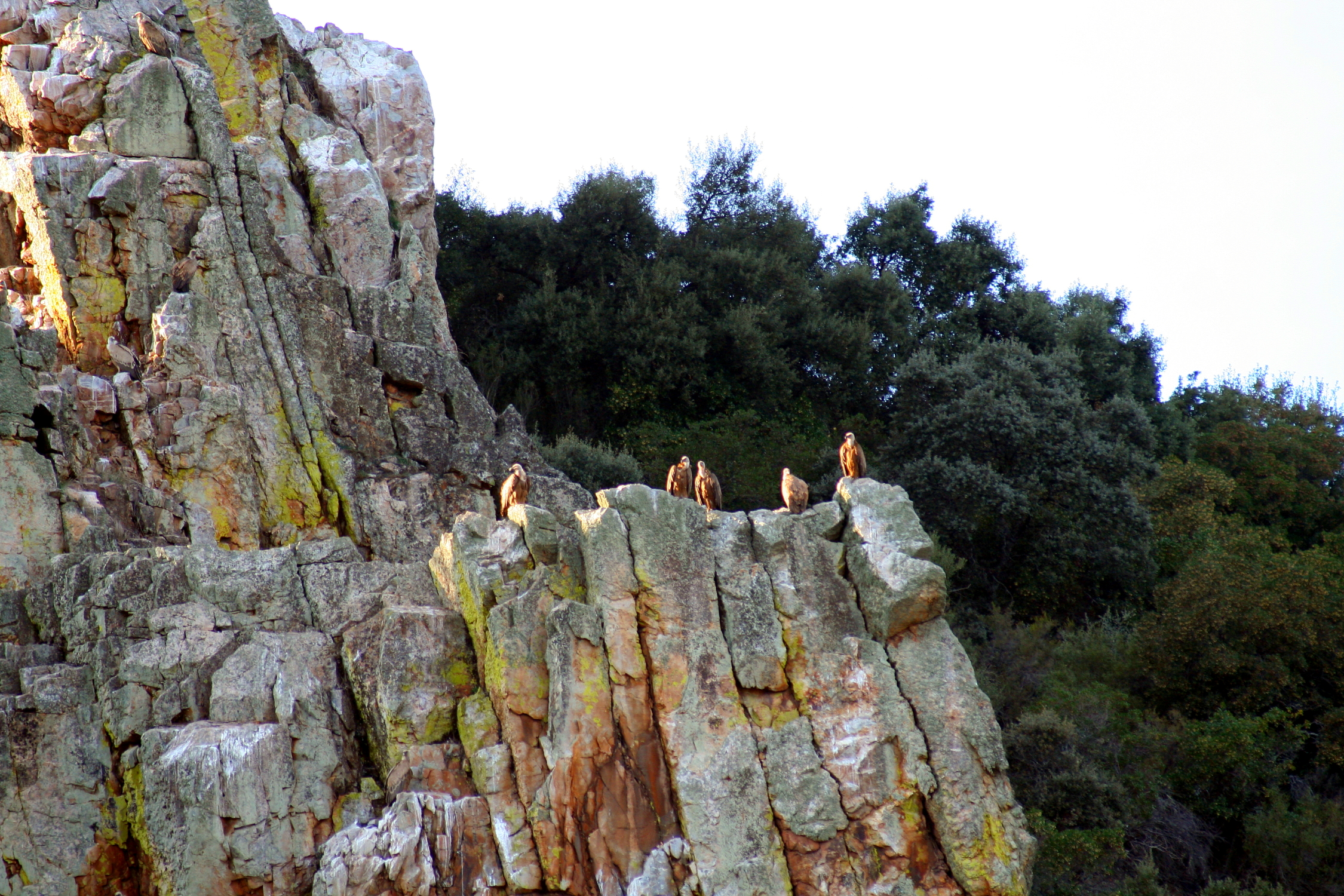
Buitres leonados (Gyps fulvus) en los roquedos de Monfragüe.
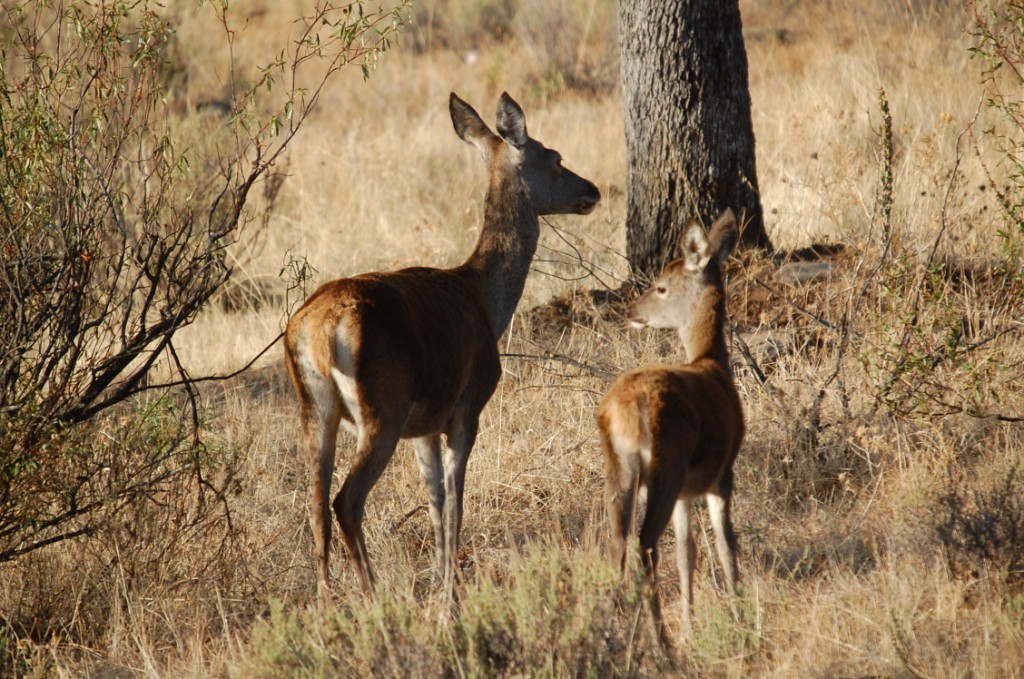
Ciervos durante la berrea del 2008.
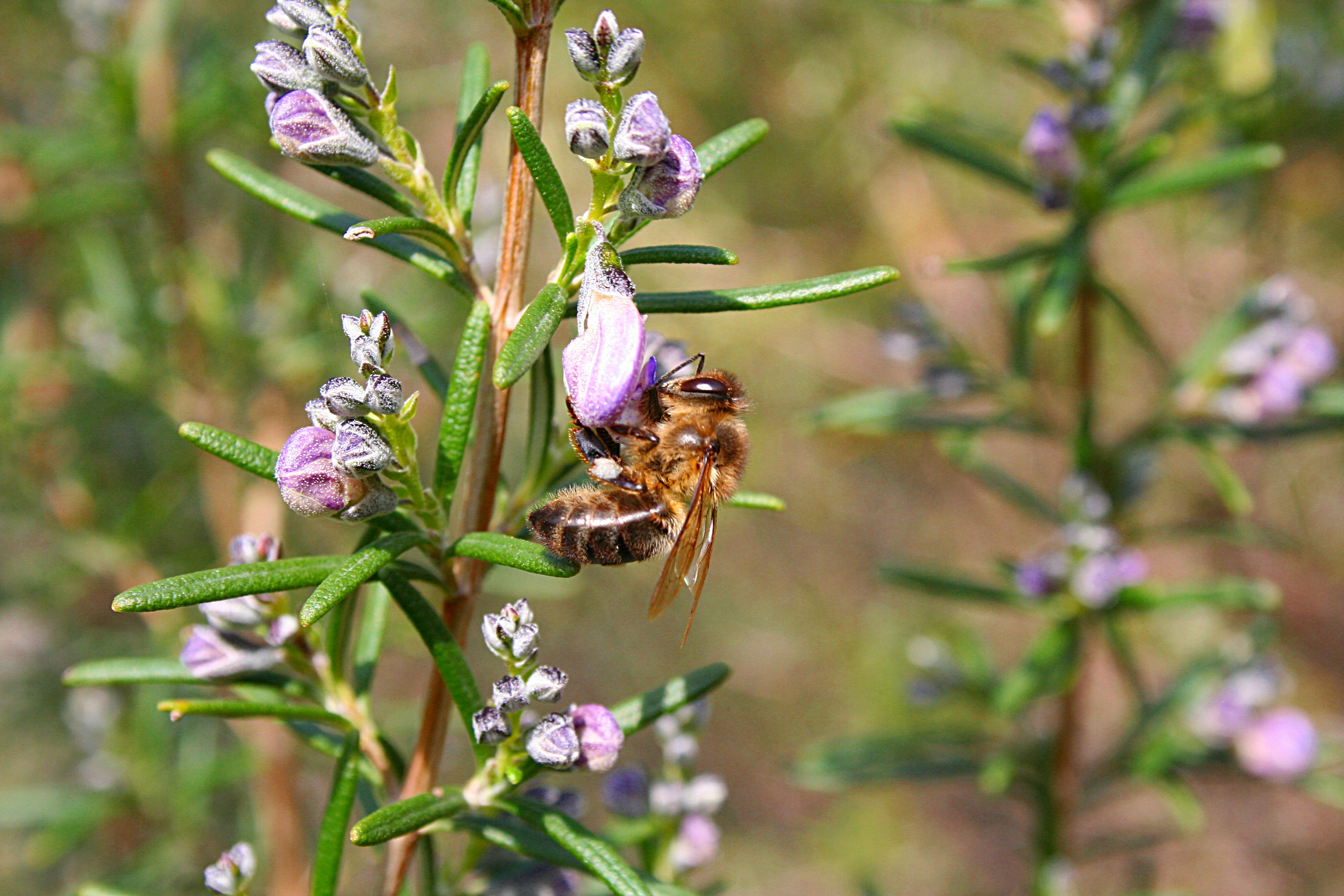
Abeja alimentándose de néctar en el parque nacional de Monfragüe.

## Vegetación

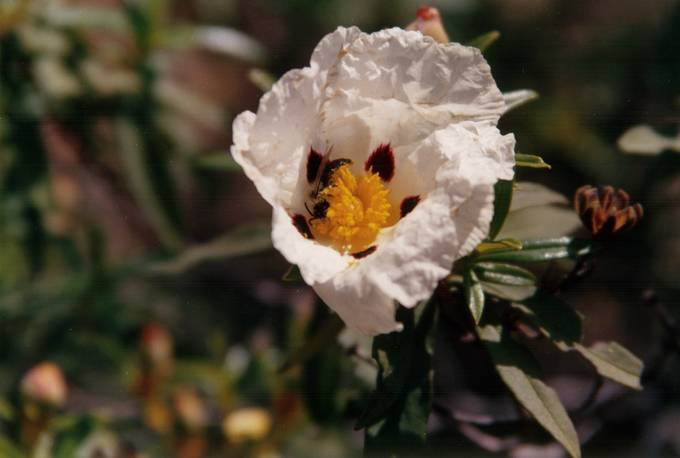
Jara en flor en Monfragüe

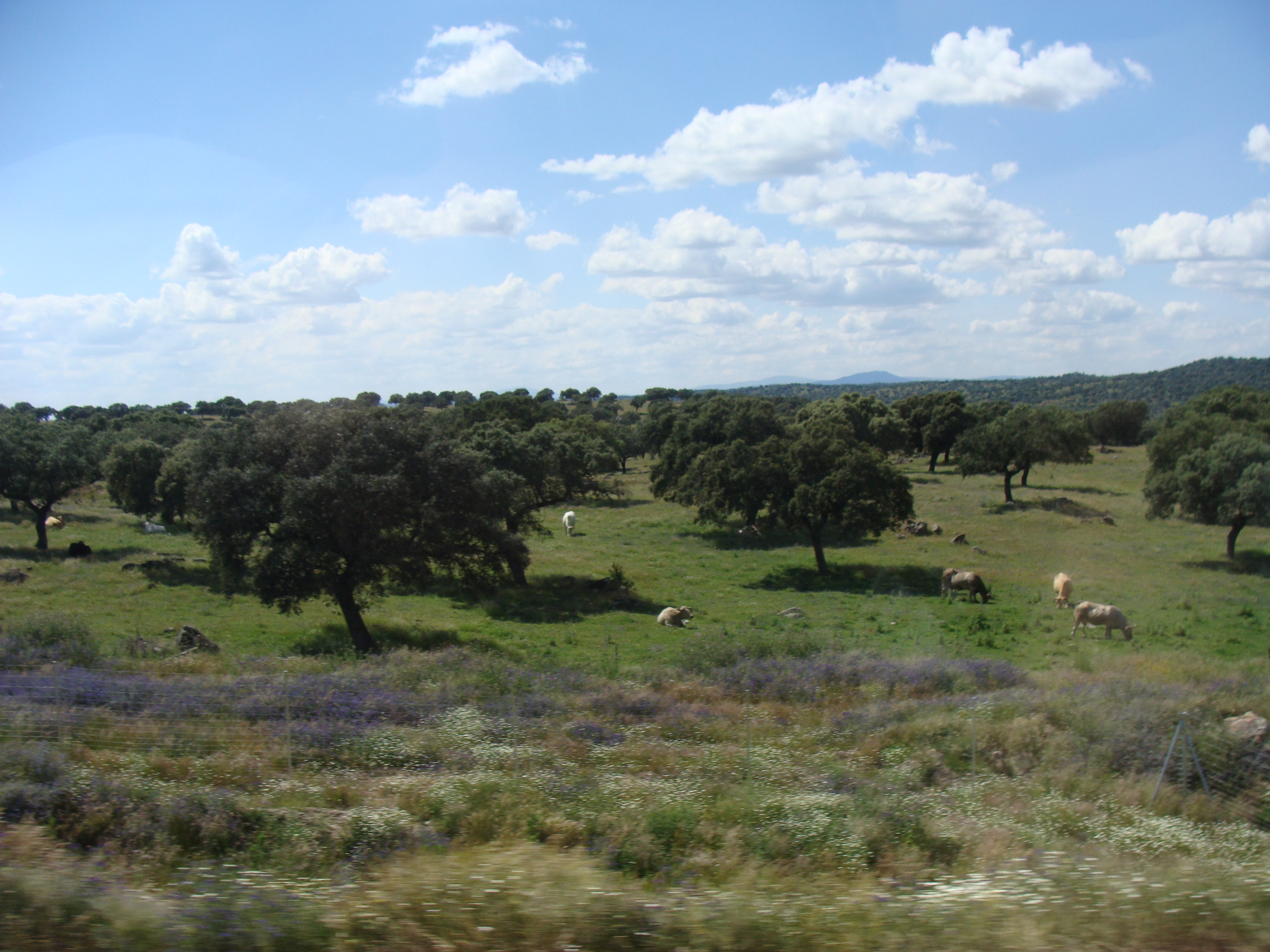
Encinas (Quercus ilex) en la dehesa de Monfragüe

En la flora encontramos: las dehesas con encinas (Quercus rotundifolia), alcornoques (Quercus suber) y quejigos (Quercus faginea subsp broteroi);
- Matorrales con jaras (Cistus ladanifer, Cistus salviifolius...), brezos (Erica sp.) y madroños (Arbutus unedo);
- Zonas rocosas con enebros (Juniperus oxycedrus) y cornicabra de la (Pistacia terebinthus);
- Zonas de ribera con alisos (Alnus glutinosa) y almez (Celtis australis);
- Zonas más térmicas con acebuche (Olea europaea var. silvestris).

## Calidad del cielo
En 2011, Monfragüe fue propuesto para el sello de calidad del cielo de la Iniciativa Starlight, por la calidad para la observación del cielo nocturno.